# Якуб Меншик
Якуб Меншик (чеськ. Jakub Menšík, 1 вересня 2005) — чеський тенісист.

## Фінали туру ATP

### Одиночний розряд: 2 (1 титул, 1 поразка)
| Легенда                      |
| ---------------------------- |
| Турніри Великого шлему (0–0) |
| Тур ATP Мастерс 1000 (1–0)   |
| Тур ATP 500 (0–0)            |
| Тур ATP 250 (0–1)            |

| Фінали за покриттям |
| ------------------- |
| Тверде (1–1)        |
| Ґрунт (0–0)         |
| Трава (0–0)         |

| Фінали за умовами |
| ----------------- |
| Під небом (1–1)   |
| У залі (0–0)      |

| Результат | В-П | Дата     | Турнір                                  | Tier         | Покриття | Опонент        | Рахунок            |
| --------- | --- | -------- | --------------------------------------- | ------------ | -------- | -------------- | ------------------ |
| Поразка   | 0–1 | Лют 2024 | Qatar ExxonMobil Open, Катар            | ATP 250      | Тверде   | Карен Хачанов  | 6–7(12–14), 4–6    |
| Перемога  | 1–1 | Бер 2025 | Відкритий чемпіонат Маямі з тенісу, США | Masters 1000 | Тверде   | Новак Джокович | 7–6(7–4), 7–6(7–4) |

### Парний розряд: 1 (1 поразка)
| Легенда                |
| ---------------------- |
| Grand Slam (0–0)       |
| ATP Masters 1000 (0–0) |
| ATP 500 (0–0)          |
| ATP 250 (0–1)          |

| Фінали за покриттям |
| ------------------- |
| Тверде (0–1)        |
| Ґрунт (0–0)         |
| Трава (0–0)         |

| Фінали за умовами |
| ----------------- |
| Під небом (0–1)   |
| У залі (0–0)      |

| Результат | В-П | Дата     | Турнір                            | Tier    | Покриття | Партнер      | Опоненти                   | Рахунок               |
| --------- | --- | -------- | --------------------------------- | ------- | -------- | ------------ | -------------------------- | --------------------- |
| Поразка   | 0–1 | Січ 2025 | Brisbane International, Австралія | ATP 250 | Тверде   | Їржі Легечка | Джуліан Кеш Ллойд Ґласспул | 3–6, 7–6(7–2), [6–10] |